# Ali G Indahouse
Ali G Indahouse är en brittisk-fransk-tysk film från 2002 i regi av Mark Mylod, med Sacha Baron Cohen i huvudrollen.

## Handling
Ali tränar småpojkar på ett center. När han får veta att centret hotas av nedläggning startar han en protest och får vice premiärminister David Carltons ögon på sig. David vill ta över makten från sin chef och erbjuder Ali politiska poster. Alis politiska karriär blir en katastrof, men han blir ändå en favorit i media och bland opinionen.

## Om filmen
Filmen är inspelad i Egham, Isleworth, Los Angeles, Mentmore, Staines och London. Den hade världspremiär i Storbritannien den 22 mars 2002 och svensk premiär den 13 september samma år, åldersgränsen är 7 år.

## Rollista (urval)
- Sacha Baron Cohen – Ali G / Borat Sagdijev
- Michael Gambon – Premiärministern
- Charles Dance – David Carlton
- Kellie Bright – Julie
- Martin Freeman – Ricky C
- Rhona Mitra – Kate Hedges
- Naomi Campbell – Sig själv

## Musik i filmen
- Straight Outta Compton, framförd av N.W.A.
- One Minute Man, framförd av Missy Elliott
- It's Nice to Get Up in the Morning (But Better to Stay in Bed), framförd av Barbara New
- Stand Clear, Framförd av Adam F
- Incredible, framförd av M Beat feat. General Levy
- Dynamite, framförd av Ms Dynamite
- Ride Wid Us, framförd av So Solid Crew feat. Megaman och Tiger S
- Sleepers, Awake
- Fresh from Yard, framförd av Beenie Man feat. Lil' Kim
- We Right Here, framförd av DMX
- Freak Me, framförd av Another Level
- Fatty Bum BUm
- Oh Yeah, framförd av Foxy Brown
- Water Music, Suite No. 1 (Allegro)
- Mr Boombastic
- Best Endeavours (Channel 4 News Theme)
- Oh Baby Yeah!
- E.I., framförd av Nelly3
- Baddest Ruffest, framförd av Backyard Dog
- Elokainu, framförd av Zohar
- String Quartet in G Major
- Put It On Me, framförd av Ja Rule
- Tease Me, framförd av Chaka Demus och Pliers
- Weekend Breaks
- Three Times A Lady, framförd av The Commodores
- Shoot to Kill, framförd av Oxide och Neutrino
- Where Are You Baby, framförd av Betty Boo
- Breakdance Electric Boogie, framförd av West Street Mob
- Fight the Power, framförd av Public Enemy
- Reggae Ambassador, framförd av Third World
- Planet Rock, framförd av Afrika Bambaataa och The Soulsonic Force
- This Is How We Do It, framförd av Mis-teeq
- Me Julie, framförd av Ali G feat. Shaggy
- This Is How We Do It, framförd av Montell Jordan